# Ana Kokić

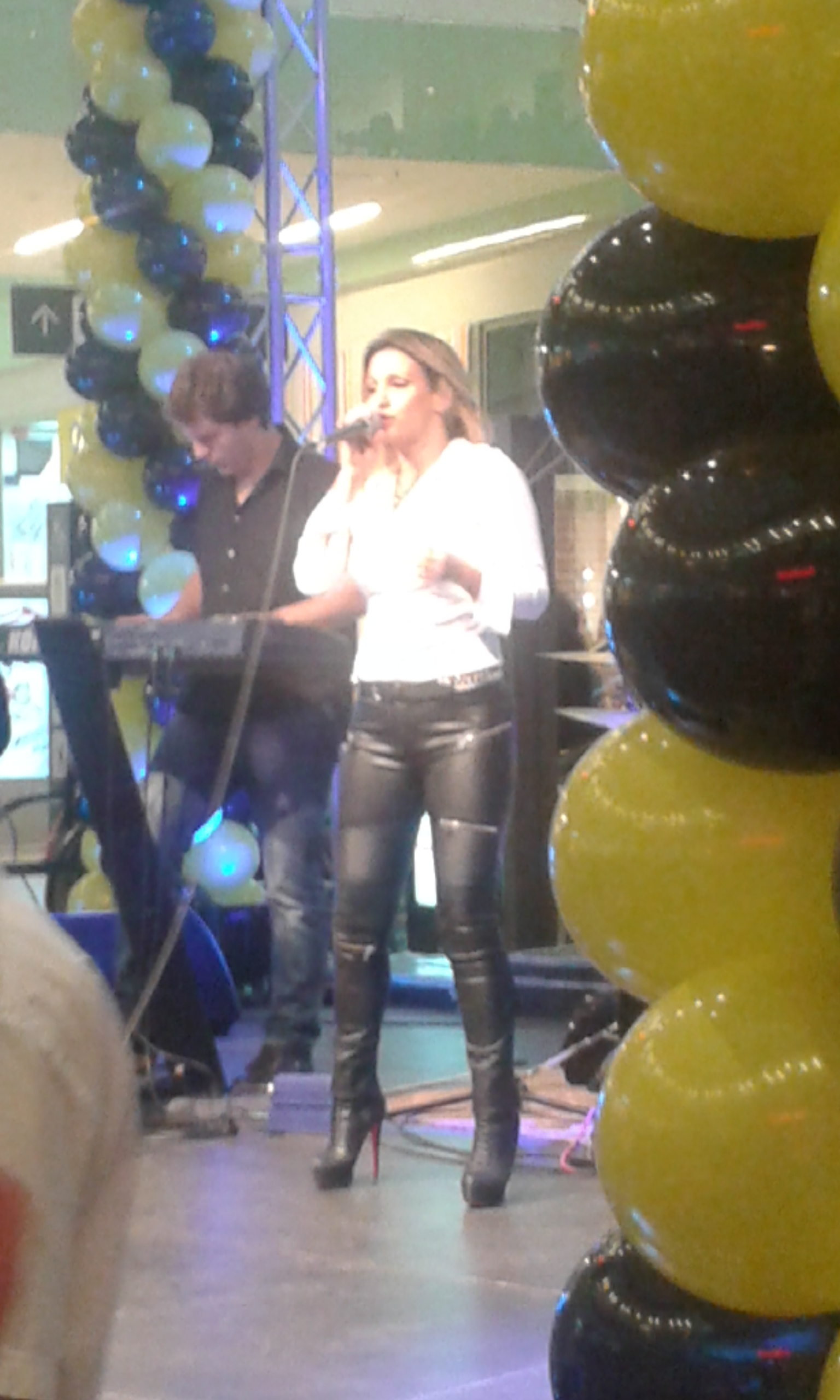
Ana Kokić

Ana Kokić (em sérvio cirílico Ана Кокић) (Belgrado, Sérvia - 11 de março de 1983) é uma cantora pop e modelo da Sérvia.
Fez parte do grupo “Energija”, onde gravou três discos. Participou do festival “Sunčane Skale” em Herceg Novi em 2004 e do “Grand Festival” em 2006. 
Lançou três discos pela gravadora “Grand Produkcija”, sendo o último deles o álbum “Psikho”. Seus maiores sucessos são “Mojne Mala”, “Čujem Da”, “Svejedno”, “Odjednom”, “Interfon”, “Idemo Na Sve” e “Ako Ljubav Nestane”. Ainda gravou dois duetos: “Ako Ljubav Nestane”, com o cantor Saša Kapor e “Rezervno Rešenje” com Blizanci.
É casada com o jogador sérvio de pólo-aquático Nikola Rađen com quem tem duas filhas: Ninoslava e Teodora.

## Discografia
- 2006 – Mojne Mala
- 2007 – Šta Će Meni Ime
- 2011 - Psikho

### Singles
- 2006 - Svejedno
- 2009 - Letnja Sema